# Software de dominio público

El símbolo de Creative Commons que indica que la obra está en el dominio público

El software de dominio público es software que se ha puesto en el dominio público; es decir, software para el cual no existe ningún tipo de titularidad de derechos de autor. El software de dominio público puede modificarse, distribuirse o venderse incluso sin atribución alguna; a diferencia del caso común del software con derechos de autor exclusivos, donde las licencias otorgan derechos de uso limitados. En casos donde el ejecutable del programa está en el dominio público, pero su código fuente no está disponible, este no se considera software libre.
En el Convenio de Berna de 1886, firmado por la mayoría de países, un autor obtiene automáticamente el derecho de autor exclusivo a cualquier obra que haya escrito, y las leyes locales de propiedad intelectual deberían ceder el derecho de autor, patente o registro de marca por defecto. El convenio, por definición, también cubre a los programas informáticos, los cuales se ven automáticamente sujetos al derecho de autor al ser considerados obras literarias. Si se quiere poner un programa en el dominio público, el autor debe explicitar un aviso legal en el que se renuncie a los derechos sobre la obra.

## Historia

### Software de dominio público en el entorno académico
En la cultura del software temprana desde 1950 a 1990, el software de dominio público era popular como fenómeno académico original. Este tipo de "software libre" compartido y distribuido de manera libre combinaba las cualidades que hoy en día tiene el software gratis, Shareware, y software libre y de código abierto, y era creado en el entorno académico por aficionados y hackers. Como el software estaba a menudo escrito en el lenguaje de programación interpretado BASIC, era necesario obtener el código fuente para poder ejecutarlo, por lo que compartirlo era un acto natural. El software de dominio público también era compartido y distribuido de manera impresa en su formato de código fuente en revistas de informática y libros. En ese entonces, el software privativo no era común hasta mediados de 1970 y 1980.
Antes de 1974, cuando la Comisión Estadounidense de los Nuevos Usos Tecnológicos de las Obras bajo Derecho de autor decidió que "los programas de computadora, en la medida en que incorporan la creación original de un autor, son materia propia del derecho de autor", el software no era sujeto del derecho de autor y, por lo tanto, siempre se encontraba en el dominio público. Esta legislación, más las decisiones de la corte estadounidense de 1983 sobre el código objeto, aclaró que la Ley de Derechos de Autor consideraba sujeto a los programas de computadora al derecho de autor como obra literaria.
En la década de 1980, una forma común de compartir software de dominio público[cita requerida] era a través de un grupo de usuarios local o de una empresa como PC-SIG de Sunnyvale, California, que mantenía un catálogo de pedidos por correo de más de 300 discos con un precio promedio de 6 dólares. El software de dominio público con código fuente también se compartía en redes BBS. En ocasiones, el software de dominio público se comercializaba mediante un modelo de donación, solicitando a los usuarios el envío de una donación económica por correo. 
El modelo de compartir libremente y la comercialización a través de donaciones evolucionó en los siguientes años al modelo de shareware, y al software gratuito (freeware), volviéndose menos común el software de dominio público, dado al cambio de la industria del software y la computación.
Con la actualización en 1988 del Convenio de Berna (y la anterior Ley de los Derechos de Autor de 1976), la base legal para el software de dominio público cambió drásticamente. Previamente, publicar software sin un aviso de reserva del derecho de autor era suficiente para dedicárselo al dominio público. Con la nueva ley, el software era, por defecto, protegido exclusivamente por el derecho de autor, y resultaba necesario un aviso de renuncia o licencia específica para hacerlo de dominio público.
La implementación de modelos algorítmicos o criptográficos, generalmente enfocados a la estandarización, son todavía frecuentemente publicados en el dominio público; ejemplos de esto son el protocolo CERN httpd(1993) y el cifrado Serpent (1999). El proyecto Openwall mantiene una lista de varios algoritmos junto a su respectivo código fuente en el dominio público.

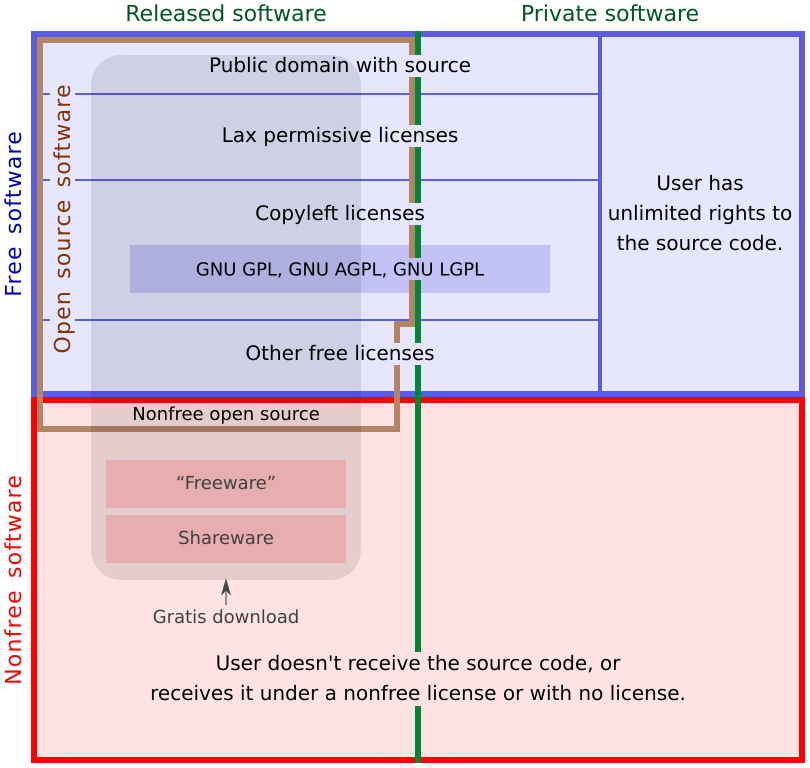
Categorización de las distintas licencias de software libre

### El software libre y de código abierto como sucesor
Como respuesta del ecosistema de software académico al cambio en el sistema del derecho de autor a finales de 1980, se desarrollaron los primeros textos de licencias permisivas, como la licencia BSD y derivados. Estas licencias, definidas como un tipo de software libre y de código abierto, comparte la mayoría de características del anterior software de dominio público, pero apoyándose en el entonces vigente marco legal del derecho de autor.
A finales de 1980, Richard Stallman, quien para entonces había trabajado durante mucho tiempo en el entorno académico de la compartición de software en el "dominio público", notó cómo comenzaba a gestarse el software privativo y, a su vez, la caída del ecosistema del software de dominio público. En un esfuerzo para preservar este ecosistema, creó la licencia de software GPL, que codifica los derechos del dominio público y los aplica de manera irrevocable en el software, en una lógica de mantener libres a las obras derivadas de software libre. Paradójicamente, su implementación del copyleft se basa en la exigibilidad de los derechos de autor para ser efectivo. El software libre Copyleft, así, comparte muchas propiedades con el software de dominio público, pero no permite el cambio de licencia a una más restrictiva. A diferencia del software de dominio público real, o bajo licencias permisivas, la licencia Copyleft de Stallman intenta aplicar la compartición libre del software para el futuro, no permitiendo generar restricciones adicionales sobre estas obras.
Por lo tanto, referirse al software libre (que se encuentra bajo una licencia de software libre) o al software distribuido y utilizable gratuitamente (freeware) como "de dominio público" es incorrecto. Mientras el dominio público renuncia a los derechos exclusivos del autor, en el software libre, el derecho del autor sobre la obra se sostiene y se usa, por ejemplo, para hacer cumplir el copyleft o para entregar software con licencia permisiva. El software con licencia en general no es de dominio público. Otra diferencia distintiva es que un programa ejecutable puede ser de dominio público incluso si su código fuente no está disponible (lo que impide su modificación), mientras que el software libre siempre tiene el código fuente disponible.

### Dominio público post-copyright
Con la década del 2000 y la aparición de las redes de intercambio entre pares (p2p) y la compartición en el desarrollo web, una nueva generación de desarrolladores críticos con los derechos de autor volvió a visibilizar el modelo de software de dominio público "sin licencia", criticando también el ecosistema de licencias FOSS como elemento estabilizador del sistema de derechos de autor.     Se desarrollaron nuevas licencias y textos de exención, en particular la licencia Creative Commons " CC0 " (2009) y la " Unlicense " (2010), y se observó un notable aumento en la popularidad de las licencias de software permisivas. Además, el creciente problema del software huérfano y la obsolescencia programada del software aumentaron la relevancia y conscientización de pasar el software al dominio público para una mejor preservación del patrimonio digital, sin las restricciones de los derechos de autor ni de la gestión de derechos digitales (DRM) .    
Alrededor de 2004, se debatió si el software de dominio público podía considerarse parte del ecosistema FOSS, como argumentó el abogado Lawrence Rosen en el ensayo "Por qué el dominio público no es una licencia",  una postura que enfrentó la oposición de Daniel J. Bernstein y otros.  En 2012, la situación se resolvió finalmente cuando Rosen cambió de opinión y aceptó la licencia CC0 como de código abierto, aunque admitió que, contrariamente a afirmaciones previas, se podía renunciar a los derechos de autor, como lo avaló una decisión del Noveno Circuito . 

## Paso del software al dominio público

### Publicación sin aviso de copyright
Antes del Convenio de Berna de 1988 (y de la anterior Ley de Derecho de Autor de 1976, que entró en vigor en 1978), las obras podían incorporarse fácilmente al dominio público mediante su publicación sin necesidad de un aviso explícito de derechos de autor ni de registro . Después de 1988, todas las obras estaban protegidas por derechos de autor por defecto y debían incorporarse activamente al dominio público mediante una declaración de renuncia.  

### Salida del plazo del derecho de autor
Las obras bajo el derecho de autor, como el software, son eventualmente liberadas al dominio público posterior a la duración de los derechos de autor, perdiendo sus limitaciones y restricciones. Así como el convenio de Berna cede décadas de protección de derecho de autor, en países que lo firmaron, ningún software ha pasado al dominio público al finalizar el plazo del derecho de autor. El conflicto de cuándo las obras deberían pasar al dominio público ha sido materia de debate científico y público, considerándose también al software como videojuegos.

Logotipo deWTFPL, una licencia similar al dominio público

Logotipo de la licencia CC0, exención de derechos de autor y licencia de dominio público

Si bien el dominio público real hace innecesarias las licencias de software, ya que ningún propietario o autor está obligado a conceder permisos, existen licencias que intentan otorgar derechos similares a los del dominio público. No existe una licencia universalmente aceptada, pero existen múltiples licencias que buscan liberar el código fuente al dominio público.
En el año 2000, la  licencia WTFPL fue publicada como un simil al dominio público, renuncia o aviso anti-copyright. En 2009, Creative Commons lanzó la CC0, que se creó para compatibilidad con varios dominios legales (por ejemplo, derecho civil de Europa continental ) donde dedicarse al dominio público es problemático.[cita requerida] Esto se logra mediante una declaración de exención de dominio público y una licencia de respaldo totalmente permisiva, contemplando el caso en el que la exención no sea posible.  La Unlicense, publicada en 2010, se centra en un mensaje anti-copyright. La Unlicense ofrece un texto de exención de dominio público con una licencia de respaldo similar al dominio público inspirada en licencias permisivas pero sin una cláusula de atribución.   En 2015, GitHub informó que de los aproximadamente 5,1 millones de proyectos con licencia que alojaba, casi el 2% usaba la Unlicense. Otra opción popular es la licencia Zero Clause BSD, publicada en 2006 y dirigida al software. En 2020, la licencia MIT No Attribution (MIT-0) fue aprobada por la Open Source Initiative, formando otra opción para una licencia equivalente al dominio público.
Como resultado, tales programas licenciados como software de dominio público cumplen con las cuatro libertades, pero no se ve obstaculizado por las complejidades de la atribución (restricción del software con licencia permisiva) o la compatibilidad de la licencia (problema con el software con licencia copyleft).

## Software de dominio público

### Software de dominio público clásico (anterior a 1988)
Entre los programas de dominio público más destacados se encuentran:
- ELIZA (1966) [41]
- SPICE (1973)
- BLAS (1979)
- FFTPACK (1985)

Los videojuegos se encuentran entre los ejemplos más tempranos de software de dominio público, entre algunos destacados hasta la fecha:
- Spacewar! (1962)
- Hamurabi (1969)
- Star Trek (1971)
- Hunt the Wumpus (1972)
- Maze War (1974)
- Colossal Cave Adventure (1976)
- Android Nim (1978)
- Rogue (1980)
- Ballerburg (1987)

Varios autores de software de dominio público mantuvieron la práctica de publicar sus programas sin explicitar una renuncia a sus derechos de autor, sin saber o darle importancia al cambio de las leyes de copyright, creando así, un problema legal. En cambio, a mediados de 1980, revistas de informática comenzaron a reclamar el derecho de autor de programas que se encontraban anteriormente en el dominio público. Lentamente, los autores de software de dominio público comenzaron a incluir explícitamente la renuncia al derecho de autor o textos de licencias libres.

### Software de dominio público moderno (posterior a 1988)
Las versiones iniciales (anteriores a 1995) del procesador de texto Zarnegar se encuentran en el dominio público porque Irán tiene una duración de los derechos de autor de treinta años desde su publicación sobre obras de entidades legales y no ha firmado acuerdos internacionales de derecho de autor.
Los siuientes ejemplos de software de dominio público moderno (después de la Ley de Implementación del Convenio de Berna de 1988) se encuentran bajo dominio público, bajo una licencia similar a la del dominio público (por ejemplo, CC0) o acompañados de una declaración de exención clara del autor. Si bien no se mantiene popular como antes de la década del 2000, el software de dominio público aún existe. Por ejemplo, SourceForge registró 334 proyectos en el dominio público alojados en 2016 , y GitHub 102 000 bajo la licencia Unlicense solo en 2015. En 2016, un análisis de los paquetes del Proyecto Fedora reveló que el dominio público era la séptima "licencia" más popular.
El galardonado desarrollador de videojuegos Jason Rohrer publica sus trabajos en el dominio público, al igual que varios criptógrafos, como Daniel J. Bernstein, Bruce Schneier y Douglas Crockford, con modelos e implementaciones de algoritmos criptográficos.
- BLAST (1990)
- pdksh (1993)
- CERN's httpd (1993)
- ImageJ (1997)
- Serpent (cipher) (1999)
- SQLite (2000)
- reStructuredText (2002)
- I2P (2003)
- youtube-dl (2006)[47]
- 7-Zip's LZMA SDK (2008)[48]
- Diamond Trust of London (2012)
- Glitch (2013)[49][50]
- The Castle Doctrine (2014)
- SHA-3 (2015)
- Duelyst (2016)
- One Hour One Life (2018)